# Rancho Tayjón
Rancho Tayjón är en ort i Mexiko.   Den ligger i kommunen Mexicali och delstaten Baja California, i den nordvästra delen av landet, 2 200 km nordväst om huvudstaden Mexico City. Rancho Tayjón ligger 16 meter över havet och antalet invånare är 115.
Terrängen runt Rancho Tayjón är mycket platt. Runt Rancho Tayjón är det ganska tätbefolkat, med 58 invånare per kvadratkilometer. Närmaste större samhälle är Hermosillo, 16,7 km sydost om Rancho Tayjón. Trakten runt Rancho Tayjón består till största delen av jordbruksmark.